# Nhôm glycinat
Nhôm glycinate (hoặc dihydroxyaluminium aminoacetate) là một thuốc kháng axit.